# Francesco Maria Zanotti
Pour les articles homonymes, voir Zanotti.
Francesco Maria Zanotti (né le 6 janvier 1692 à Bologne, en Émilie-Romagne et mort dans la même ville le 25 décembre 1777) est un écrivain et philosophe italien du XVIIIe siècle. Il popularise en Italie les théories de Descartes et de Newton.

## Biographie
Né le 6 janvier 1692, à Bologne, il est le frère de Giampietro Zanotti. Il commence ses études sous les jésuites, et fait son cours de philosophie à l'école des chanoines de St-Sauveur. Il reçoit ensuite des leçons d'algèbre de Vittorio Stancari, dont la mort prématurée interrompt ses progrès ; mais bientôt la lecture des ouvrages de Malebranche et de Descartes réveille son ardeur pour les mathématiques, et il s'y perfectionne sous la direction d'Eustachio Manfredi.
Pourvu de la chaire de philosophie à l'Université de Bologne, en 1718, il substitue aux principes d'Aristote ceux de Descartes, qu'il abandonne pour ceux de Newton, dès qu'ils sont connus en Italie. Le premier à Bologne, il explique dans ses leçons les nouveaux principes de l'attraction universelle notamment.
En 1723, il est élu secrétaire de l'Académie des sciences de l'institut de Bologne. Ensuite, il joint à cette place celle de conservateur de la bibliothèque de l'institut[Lequel ?] ; il en édite le catalogue, et l'enrichit d'un grand nombre d'ouvrages importants. Il est élu président de l'institut, en 1766. Il meurt à Bologne le 24 décembre 1777.
Zanotti est pour l'Italie ce que Fontenelle est pour la France ; il contribue beaucoup à y rendre populaire le goût des sciences. Juan Andrés le compare dans le genre didactique à Cicéron et à Castiglione.

## Œuvres

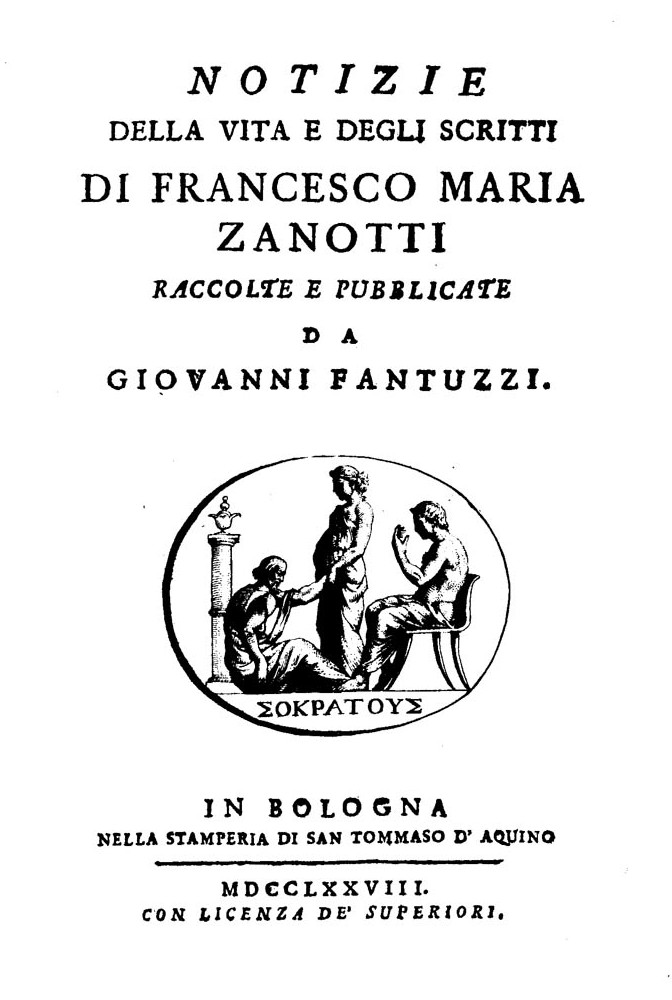
Giovanni Fantuzzi, Notizie della vita e degli scritti di Francesco Maria Zanotti, 1778

- Filosofia morale (1754).
- De viribus centralibus (1762).

## Sources
1. ↑  Juan Andrés, Origini d'ogni letteratura, t. 3, p. 434.

- Marie-Nicolas Bouillet  et Alexis Chassang (dir.), « François Marie Zanotti » dans Dictionnaire universel d’histoire et de géographie, 1878 (lire sur Wikisource)